# Oscar Kreuzer
Ernst Oskar Kreuzer (* 14. Juni 1887 in Frankfurt am Main; † 1. Mai 1968 in Wiesbaden) war ein deutscher Tennisspieler.

## Leben
Kreuzer konnte 1906 seinen ersten großen Erfolg feiern, als er bei den German International Championships in Hamburg, den Mixed-Titel an der Seite von Nelly Schmöller gewann und im Doppelfinale stand. Bei selbigem Turnier konnte er 1920 auch den Titel im Einzel gewinnen. Im Doppel war er 1920, 1922 und 1925 jeweils siegreich. Sein Heimatverein war der LTTC Rot-Weiß Berlin. Er spielte auch für den TC Palmengarten in Frankfurt.
Bei den Wimbledon Championships spielte er in den Jahren 1907, 1908, 1913 und 1927. Sein bestes Resultat kam dabei jeweils 1913, als er im Einzel das Halbfinale erreichte. Im Doppel war sein bestes Resultat die dritte Runde; im Mixed die zweite Runde.
Bei den Olympischen Spielen 1908 ging Kreuzer in zwei Konkurrenzen an den Start, doch schied jeweils früh aus. 1912 in Stockholm spielte er nur die Einzelkonkurrenz auf Rasen und gewann im Spiel um Platz 3 gegen Ladislav Žemla und damit Bronze. Zu seinem größten Erfolg in seiner Karriere zählt der Titel im Doppel bei den Hartplatz-Weltmeisterschaften 1912 sowie der Finaleinzug im Einzel.
Im Jahr 1914 spielte er mit der deutschen Mannschaft als nur eine von drei Mannschaften neben der gemischten Mannschaft von Australien und Neuseeland und den USA im Davis Cup. Denkwürdig war das Spiel gegen die Australier und Neuseeländer (mit Anthony Wilding) deshalb, weil wenige Stunden nach dem Ende der Partie, die Deutschland verlor, der Erste Weltkrieg ausbrach. Auf der Rückfahrt mit einem italienischen Schiff nach Genua wurde dieses von einer britischen Patrouille gestoppt. Kreuzer und Otto Froitzheim wurden als Kriegsgefangene festgenommen und verbrachten den Ersten Weltkrieg in einem Gefangenenlager in England. Nach Ende des Krieges nahm er seine Tätigkeit als Tennisspieler wieder auf.

## Werke
- Das Buch vom Tennis. Teubner Verlag, Leipzig 1926.